# حزب الأحرار (العراق)
حزب الأحرار حزب عراقي ليبرالي أسس في 2 نيسان/أبريل 1946 على يد عدد من النواب والمحامين ورجال الأعمال الذين يوصفون بالاعتدال برئاسة كامل الخضيري رئيس غرفة تجارة بغداد، ثم توفيق السويدي.

## التأسيس
بعد تولي توفيق السويدي وزارته الثانية عام 1946، فتح المجال لإلغاء الأحكام العرفية والسماح بتأسيس الأحزاب، فتقدم كامل الخضيري بطلب تأسيس الحزب إلى وزارة الداخلية، وتكونت هيئته العامة من كامل الخضيري، الشيخ داخل الشعلان، المحامي عبد العزيز السنوي، نوري الأورفلي، عبد القادر باش اعيان، محمد فخري الجميل، حسين النقيب، المحامي عباس سلمان.
وكان من المفترض أن ينضم نوري السعيد إلى الحزب ولكنه عارضه لاحقًا، وترى بعض المصادر أن تكوين الحزب كان فكرة نوري السعيد من الأساس. وبعد استقالة السويدي من رئاسة الوزارة انضم للحزب، أصبح رئيسًا له. أصدر الحزب صحيفة ناطقة باسمه سميت «صوت الأحرار» وترأسها محمد فخري جميل وحسن أحمد الأسدي.

## المشاركة في الحكم
شارك الحزب في وزارة توفيق السويدي، ثم قاطع وزارة أرشد العمري، وعارضها، ثم شارك في وزارة نوري السعيد، حيث حصل علي ممتاز الدفتري على مقعد وزاري، ثم عارضها متهمًا إياها بالتدخل في انتخابات 1946. وانتخابات 1948.

## حل الحزب
حل الحزب نفسه في 12 كانون الأول/ديسمبر 1948 احتجاجًا على فرض الأحكام العرفية، والتضييق على الأحزاب، ثم أوقف صحيفته نهائيًا في 29 حزيران/يونيو 1949.